# Взор (оптический прибор)
Оптический прибор «Взор» — оптический ориентатор, использовавшийся на космических кораблях типов Восток и Восход, при помощи которого осуществлялись визуальный контроль и ручное управление корабля.

## История
Оптический прибор «Взор» был создан в Государственном оптическом институте и в ЦКБ-589 под руководством Н. Г. Виноградова. Принадлежал к виду неавтоматических приборов видимого диапазона, при помощи которых осуществлялся визуальный контроль орбитальной ориентации пилотируемого космического корабля.

## Использование
«Взор» устанавливался на иллюминаторе космического корабля и имел кольцевую зеркальную зону, а также матовый экран для проектирования изображения. «Взор» состоял из двух кольцевых зеркал-отражателей, светофильтра и стекла с сеткой. Идущие от линии горизонта лучи попадают на первый иллюминатор, проходят через стекла иллюминатора и попадают на второй отражатель, который направляет их через стекло с сеткой в глаз космонавта.
При помощи стрелок на экране можно было узнать направление бега подстилающей поверхности Земли при орбитальной ориентации «на торможение» перед спуском. Зеркальное кольцо обеспечивало наблюдение горизонта Земли при высотах 150—350 км. Наблюдение космонавтом подстилающей поверхности Земли давало возможность контролировать направление полета корабля.
Таким образом, при помощи этого простейшего прибора космонавт мог наблюдать не только ту область поверхности Земли, на которой пролетал корабль, но и уже преодоленную, а также то пространство, над которым еще предстояло пролететь.
«Взор» использовался на космических кораблях серий «Восток» и «Восход». Из-за присущих ему недостатков (плохая защищенность от световых помех, низкая точность контроля углового положения ПКК и другие) он был заменен на более совершенные приборы визуального контроля — ВШК-2, ВСК-3 и другие.
Фрагмент переговоров во время полета:
ЗАРЯ-1 (Сергей Королёв): Слышим Вас отлично, продолжайте полет.
КЕДР (Юрий Гагарин): Полет продолжается хорошо, перегрузки растут, медленное вращение, все переносится хорошо, перегрузки небольшие, самочувствие отличное. В иллюминаторе «Взора» наблюдаю Землю: все больше закрывается облаками.